# Nature Geoscience
Nature Geoscience est une revue scientifique britannique spécialisée dans les aspects théoriques et de modélisation de la recherche en sciences de la Terre. Nature Geoscience est une revue de très haut niveau publiée en anglais une fois par mois depuis 2008 par le Nature Publishing Group.

## Historique
Cette revue publie des articles dans le domaine de la météorologie, de la géologie, de la géophysique, de la climatologie, de l'océanographie, de la paléontologie, et des sciences de l'espace. Il s'agit d'une revue de très haut niveau dont le facteur d'impact en 2014 est de 11,74.